# Six Feet Down Under
Six Feet Down Under — концертный мини-альбом американской трэш-метал группы Metallica. В записи участвовал Джейсон Ньюстед.

## Список композиций
| №                   | Название                     | Запись                                          | Длительность |
| ------------------- | ---------------------------- | ----------------------------------------------- | ------------ |
| 1.                  | «Eye of the Beholder»        | 4 мая 1989, Festival Hall, Мельбурн             | 6:33         |
| 2.                  | «…And Justice for All»       | 4 мая 1989, Festival Hall, Мельбурн             | 9:53         |
| 3.                  | «Through the Never»          | 8 апреля 1993, Entertainment Centre, Perth      | 3:40         |
| 4.                  | «The Unforgiven»             | 4 апреля 1993, National Tennis Centre, Мельбурн | 7:02         |
| 5.                  | «Low Man's Lyric» (Acoustic) | 11 апреля 1998, Entertainment Centre, Perth     | 7:00         |
| 6.                  | «Devil's Dance»              | 12 апреля 1998, Entertainment Centre, Perth     | 5:49         |
| 7.                  | «Frantic»                    | 21 января 2004, Entertainment Centre, Сидней    | 7:46         |
| 8.                  | «Fight Fire with Fire»       | 19 января 2004, Entertainment Centre, Brisbane  | 5:09         |
| Общая длительность: | Общая длительность:          | Общая длительность:                             | 52:47        |

## Участники записи
- Джеймс Хэтфилд — вокал, ритм-гитара;
- Кирк Хэммет — соло-гитара;
- Ларс Ульрих — ударные;
- Джейсон Ньюстед — бас-гитара, бэк-вокал 1-6 треках;
- Роберт Трухильо — бас-гитара 7-8 треках.